# Сагама
Сагама, Саґама (італ. Sagama, сард. Sàgama) — муніципалітет в Італії, у регіоні Сардинія,  провінція Ористано.
Сагама розташована на відстані близько 380 км на південний захід від Рима, 130 км на північ від Кальярі, 45 км на північ від Ористано.
Населення — 196 осіб (2014).
Покровитель — Архангел Гавриїл.

## Демографія
Населення за роками:

Станом на 1 січня 2023 року в муніципалітеті офіційно проживав 1 іноземець (громадянин Домініканської Республіки).

## Сусідні муніципалітети
- Флуссіо
- Скано-ді-Монтіферро
- Сіндія
- Суні
- Тіннура